# Марбл-Рок (Айова)
Марбл-Рок (англ. Marble Rock) — місто (англ. city) в США, в окрузі Флойд штату Айова. Населення — 271 особа (2020).

## Географія
Марбл-Рок розташований за координатами 42°57′53″ пн. ш. 92°52′4″ зх. д. / 42.96472° пн. ш. 92.86778° зх. д. (42.964608, -92.867772).  За даними Бюро перепису населення США в 2010 році місто мало площу 2,25 км², з яких 2,15 км² — суходіл та 0,10 км² — водойми.

## Демографія
Згідно з переписом 2010 року, у місті мешкало 307 осіб у 134 домогосподарствах у складі 84 родин. Густота населення становила 137 осіб/км².  Було 150 помешкань (67/км²).
Расовий склад населення:
| - 99,0 % — білих - 0,3 % — азіатів |

До двох чи більше рас належало 0,7 %. Частка іспаномовних становила 0,0 % від усіх жителів.
За віковим діапазоном населення розподілялося таким чином: 21,8 % — особи молодші 18 років, 58,0 % — особи у віці 18—64 років, 20,2 % — особи у віці 65 років та старші. Медіана віку мешканця становила 47,5 року. На 100 осіб жіночої статі у місті припадало 95,5 чоловіків;  на 100 жінок у віці від 18 років та старших — 95,1 чоловіків також старших 18 років.
Середній дохід на одне домашнє господарство  становив 51 028 доларів США (медіана — 38 438), а середній дохід на одну сім'ю — 63 059 доларів (медіана — 60 000). Медіана доходів становила 36 964 долари для чоловіків та 37 917 доларів для жінок. За межею бідності перебувало 4,9 % осіб, у тому числі 5,4 % дітей у віці до 18 років та 3,1 % осіб у віці 65 років та старших.
Цивільне працевлаштоване населення становило 151 осіб. Основні галузі зайнятості: виробництво — 25,8 %, освіта, охорона здоров'я та соціальна допомога — 20,5 %, будівництво — 12,6 %, роздрібна торгівля — 9,3 %.